# 김재옥
김재옥(金在玉, 1931년 3월 12일 ~ 1963년 10월 19일)은 대한민국의 교육인으로, 한국 전쟁 당시 충주에서 일어난 동락 전투를 승리로 이끄는 데 기여한 유공자로 잘 알려져 있다. 본관은 안동(安東).

## 연표
- 1931년 충청북도 음성군 감곡면 상평리에서 출생
- 1950년 5월 20일 충주 사범학교 졸업
- 1950년 6월 20일 충주 동락초등학교 교사 부임
- 1950년 7월 7일 동락리 전투에서 국군이 승리하는 데 큰 공을 세움.
- 1950년 10월 20일 전쟁 중 이득주(당시 병기장교)와 결혼
- 1952년 3월 음성 주천초등학교로 전출
- 1952년 9월 30일 퇴직
- 1963년 인제에서 고재봉에게 일가족이 모두 암살당했다.

## 생애
1931년 음성에서 태어나 1946년에 상평초등학교를 졸업하였다. 어린 시절 총명하고 예의가 바르며, 효행심이 지극하여 주위 어른들로부터 칭송을 받았다.
그 후, 여자도 사회의 역군이 되어야 한다는 가르침에 따라 1949년 음성여자중학교를 졸업, 1950년 5월에는 충주사범학교를 졸업하였다. 
그 해 6월에 동락초등학교 교사로 부임하였는데, 5일 만에 한국 전쟁이 일어나 7월 7일, 김종수 소령에게 학교에 집결했던 북한군 정보를 상세히 알려 
한국 전쟁 사상 최초의 승전보를 울리는 데 큰 역할을 하였고, 민간인으로서는 대한민국 역사상 최초로 태극무공훈장을 수여하였다. 이후 병기장교였던 이득주 소위와 결혼, 군인가족으로 생활하며 강원도 인제군에 있을 때, 어론초등학교 설립,
군인 교회 등을 건립하여 군인 및 지역 주민들에게 사랑과 정신을 심어주는 데 노력을 기울였다. 1952년에 음성 주천초등학교로 전출되었고, 그 해 9월에 퇴직하였다. 
1963년, 고재봉 사건으로 인해 남편 이득주(당시 계급 중령)는 물론, 자신과 일가족이 참변당하였다. 유족으로는 큰아들 이훈이 있다.

## 사후
사후 김재옥 교사의 공이 알려지면서 1990년대에 동락초등학교 내에 김재옥교사기념관을 설립하여 충주지역의 학생들에게 안보를 키우는 역할을 하게 되었다. 
동락초등학교 교정 내에 김재옥 교사의 비석이 세워졌으며, 문락리 산에는 동락리 전투 승전비가 건립되었다.

## 가족
- 배우자 : 이득주(대한민국 육군 중령/1963년 사망)
- 아들 : 이훈